# Scytodes clavata
Espèce
Scytodes clavata est une espèce d'araignées aranéomorphes de la famille des Scytodidae.

## Distribution
Cette espèce se rencontre au Congo-Kinshasa et en Afrique du Sud.

## Description
La carapace de la femelle holotype mesure 2,8 mm et l'abdomen 3,4 mm.

## Systématique et taxinomie
Cette espèce a été décrite par Benoit en 1965.

## Publication originale
- Benoit, 1965 : « Trois araignées nouvelles provenant de termitières au Congo (Léopoldville). » Revue de Zoologie et de Botanique Africaines, vol. 72, p. 302-308.